# メネトゥ＝クチュール
メネトゥ＝クチュール （Menetou-Couture）は、フランス、サントル＝ヴァル・ド・ロワール地域圏、シェール県のコミューン。

## 歴史
Menetouとはラテン語でmonasteriumを意味し、Coutureとは古いフランス語で『耕された野原』『耕され種の撒かれた野原』または『栽培するために一掃された土地』を意味する。

## 人口統計
| 1962年 | 1968年 | 1975年 | 1982年 | 1990年 | 1999年 | 2007年 | 2014年 |
| ------ | ------ | ------ | ------ | ------ | ------ | ------ | ------ |
| 510    | 477    | 394    | 369    | 356    | 316    | 341    | 352    |

参照元:1962年から1999年までは複数コミューンに住所登録をする者の重複分を除いたもの。それ以降は当該コミューンの人口統計によるもの。1999年までEHESS/Cassini、2006年以降INSEE。

## 史跡
- メネトゥ＝クチュール城 - 15世紀。歴史的記念物指定[6]。
- 旧フォンモリニー修道院 - 12世紀。シトー会派男子修道院。歴史的記念物指定[7]

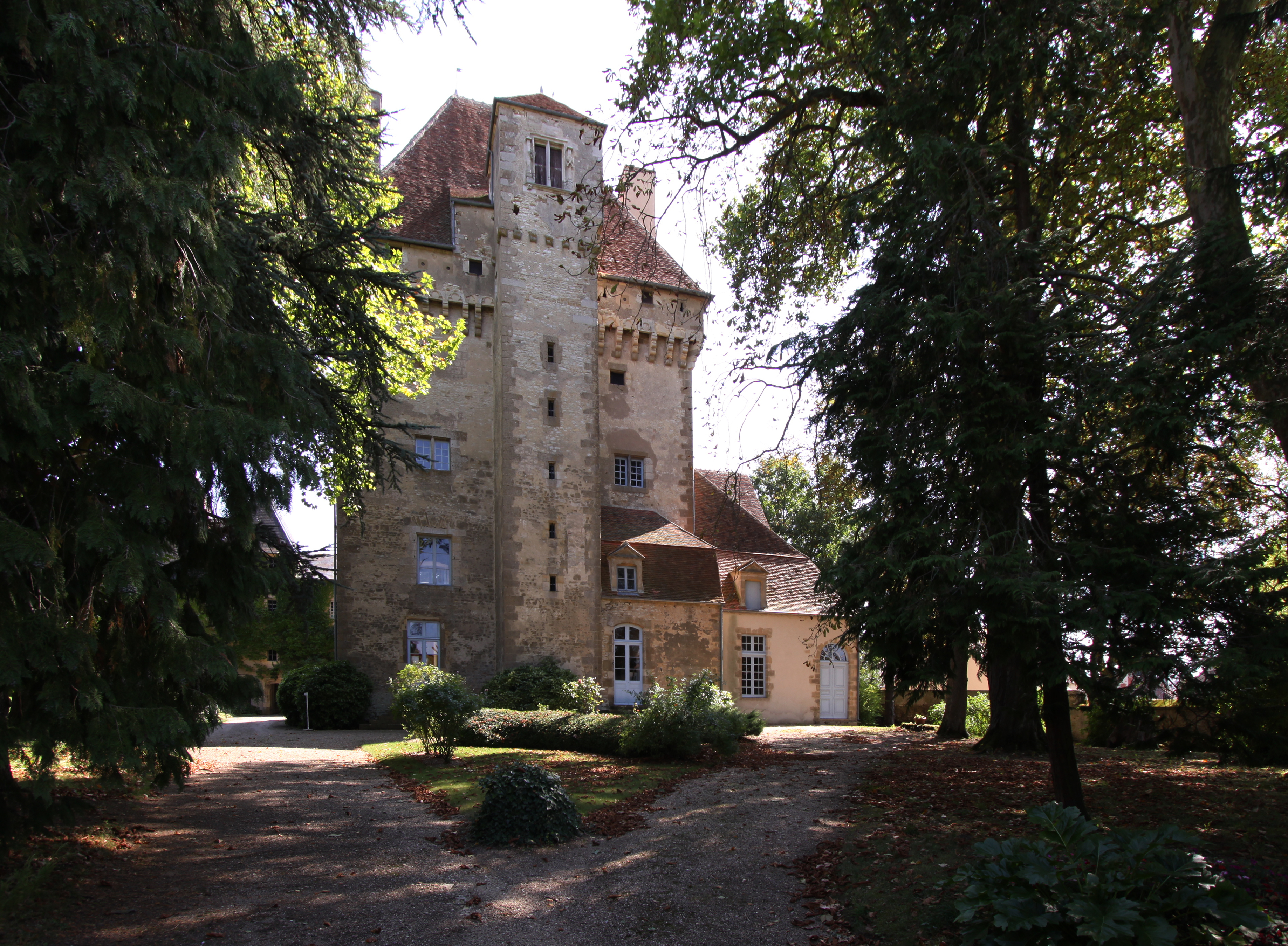
城のダンジョン
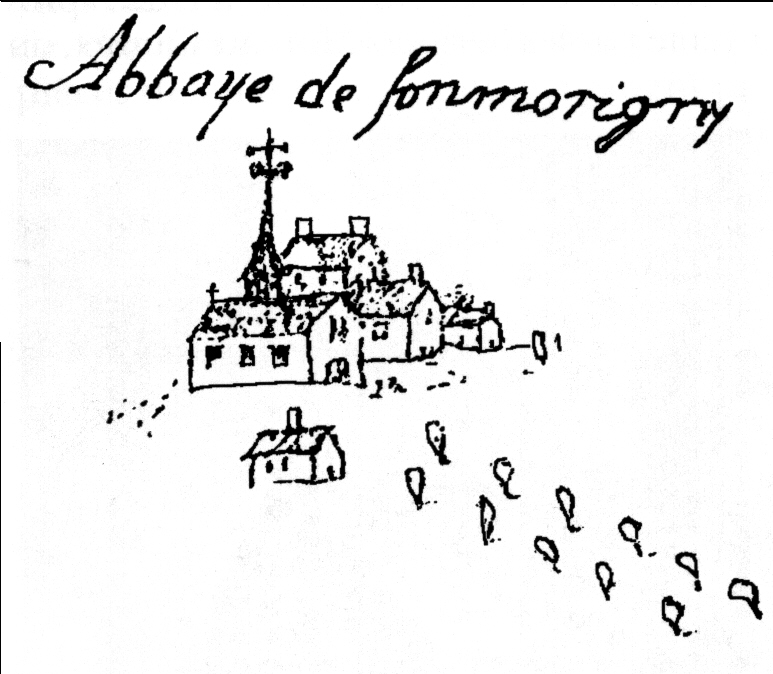
フォンモリニー修道院